# Rotsamarant
De rotsamarant (Lagonosticta sanguinodorsalis) is een zangvogel uit de familie Estrildidae (prachtvinken).

## Verspreiding en leefgebied
Deze soort is endemisch in noordelijk Nigeria.